# Infuzja doszpikowa
Infuzja doszpikowa (wkłucie doszpikowe, łac. infusio intraossea, skrót i.o.) – proces iniekcji odbywającej się bezpośrednio do jamy szpikowej. Dostęp doszpikowy uzyskuje się za pomocą specjalnych igieł doszpikowych. Jest alternatywną drogą podaży leków i płynów przy braku możliwości dostępu żylnego. Zwykle jest stosowana u dzieci, niemniej u dorosłych również może być skuteczna (z zastrzeżeniem, że przy konieczności agresywnej płynoterapii, objętość płynowa jaką można dostarczyć przy dostępie doszpikowym może być niewystarczająca).
Stężenie w osoczu leku podanego doszpikowo jest porównywalne z lekiem podanym do wkłucia centralnego.
Wkłucie doszpikowe umożliwia również pobranie materiału do badań laboratoryjnych, m.in. gazometria krwi żylnej, poziom elektrolitów, glukozy czy hemoglobiny.

## Miejsce
Najczęstszym miejscem założenia dostępu doszpikowego jest bliższy koniec kości piszczelowej, około 2 cm poniżej guzowatości piszczeli na powierzchni przednio-przyśrodkowej (kość leży w tym miejscu blisko skóry, jest łatwa do zlokalizowania) oraz 2 cm powyżej kostki przyśrodkowej na dalszym końcu kości piszczelowej. Przy braku możliwości wkłucia do piszczeli zalecanym miejscem dostępu jest koniec dalszy kości udowej. Podczas zakładania takiego dostępu u dzieci zaleca się unikanie zakładania dostępu w bliskości głównych chrząstek wzrostowych. Ponadto u dorosłych używając systemu automatycznego możemy wykonać wkłucie doszpikowe na rękojeści mostka w linii pośrodkowej 1,5 cm poniżej wcięcia jarzmowego.

## Wykonanie
Dostęp doszpikowy zakłada się za pomocą igły wkręcanej lub automatycznej. Technika wykonania wygląda następująco:
- lokalizacja miejsca wkłucia – typowo bliższy koniec kości piszczelowej
- dezynfekcja miejsca wkłucia
- znieczulenie miejscowe (skóry i tkanek pod nią leżących aż do okostnej). W przypadku pacjentów nieprzytomnych nie jest konieczne.
- w pozycji wyprostnej w stawie kolanowym nakłucie igłą doszpikową pod kątem 90 stopni do skóry aż do wyczucia oporu. Następnie ruchami śrubowymi pokonanie bariery kostnej i umiejscowienie igły w jamie szpikowej.
- usunięcie mandrynu
- próba aspiracji szpiku kostnego w celu sprawdzenie prawidłowego umiejscowienia igły oraz jej drożności (przy braku aspiracji iniekcja 10 ml soli fizjologicznej)
- umocowanie igły

Umiejscowienie igły w jamie szpikowej potwierdzają:
- nagłe zwolnienie oporu przy zakładaniu wkłucia
- sztywne usadowienie igły
- brak obrzmienia okolicznych tkanek przy infuzji płynów

Przy automatycznych igłach po zwolnieniu mechanizmu spustowego następuje samoistne usadowienie igły w jamie szpikowej.

## Przeciwwskazania
Przeciwwskazaniami do założenia dostępu doszpikowego są:
- złamanie kości udowej kończyny do której planujemy założenie dostępu
- złamanie kości do której planujemy założenie dostępu
- osteomyelitis